# 알렉세이 스메르틴
알렉세이 겐나디예비치 스메르틴(러시아어: Алексей Геннадьевич Смертин, Aleksey Gennadyevich Smertin, 1975년 5월 1일, 러시아 SFSR 바르나울 ~ )은 러시아의 은퇴한 축구 선수이며, 포지션은 센터백이었다. 그는 선수 시절에 2002년 FIFA 월드컵과 UEFA 유로 2004에 참가한 바 있다.

## 수상
로코모티프 모스크바
- 1998-99 러시아 컵 우승

 보르도
- 2001-02 쿠프 드 라 리그 우승

개인
- 1999년 러시아 프리미어리그 올해의 선수상 (Sport-Express)
- 1999년 러시아 프리미어리그 올해의 선수상 (Futbol)